# Marie de la Trinité
Marie de la Trinité (Lyon 3 de julio de 1903 - 21 de noviembre de 1980) es una religiosa dominica francesa cuya espiritualidad ha influido en Hans Urs von Balthasar.

## Biografía
Paule de Mulatier -su nombre civil- nace en Lyon en 1903 en el seno de una familia de industriales. Ella discierne tempranamente su vocación religiosa y tiene el deseo de entrar al Carmelo, pero en 1930 siguiendo el consejo de su director espiritual, el padre Jean-Marie Périer O.P., entra en una pequeña congregación recientemente fundada: Dominicaines Missionnaires des Campagnes, con el nombre de «Marie de la Trinité». Hace su profesión en 1932 y es elegida maestra de novicias en 1933, experimentando entonces la congregación un rápido crecimiento. En la década de 1940, cuando la congregación se ha afianzado, se consagra más profundamente a la oración bajo la dirección del padre Antonin Motte O.P.  Escribe treinta y cinco carnés espirituales entre 1942 y 1946, y se beneficia de grandes gracias místicas. No obstante, después de 1944 experimenta una depresión que la llevará a iniciar varios tratamientos, incluidos cuatro años de psicoanálisis bajo la dirección de Jacques Lacan.
Después de esta crisis, emprende en 1956 una formación de psicoterapeuta con el apoyo de Monseñor Feltin y de Lacan, y trabaja en el hospital Vaugirard (París) en los servicios de medicina psicosomática, a la vez que participa en importantes ámbitos de la vida de su Comunidad Religiosa. Posteriormente se traslada a la comunidad de Flavigny, donde atiende la salud de la fundadora hasta el final, a la vez que pone en orden los archivos de la congregación. Llevando cada vez más una vida de soledad y de meditación, decide quedar sola en su ermita de Flavigny cuando la comunidad se traslada a la región parisiense en 1970.
Sor Marie de Trinidad, salida de una familia cultivada, conocía el inglés, el alemán, el italiano y el latín. Aprendió el griego del Nuevo Testamento y el hebreo bíblico. Aprendió igualmente el derecho canónico y el canto gregoriano. Realizó una guía de lectura bíblica de la que se publicaron 56 000 ejemplares. Sus escritos místicos fueron publicados después de su muerte, gracias a una colaboradora fiel de la congregación. En ellos se encuentra una cima de la mística del siglo XX.